# 광태의 기초
광태의 기초(Kwang Tae's Basic Story)는 한국에서 제작된 류현경 감독의 2009년 드라마 영화이다. 장효진 등이 주연으로 출연하였다.

## 출연
- 장효진
- 강소라
- 박철민